# Malayanomolorchus fabulosus
Malayanomolorchus fabulosus är en skalbaggsart som beskrevs av Holzschuh 2006. Malayanomolorchus fabulosus ingår i släktet Malayanomolorchus och familjen långhorningar. Inga underarter finns listade i Catalogue of Life.